# Sint-Helenamedaille
De Sint-Helenamedaille (Frans: médaille de Sainte-Hélène) was een in een decreet van 12 augustus 1857 door Napoleon III ingestelde medaille die werd toegekend aan alle nog levende veteranen die tijdens de Franse revolutionaire en napoleontische oorlogen tussen 1792 en 1815 in Franse dienst hadden gevochten.
Deze neef van Napoleon, zoon van diens broer Lodewijk, koning van Holland, en Napoleons stiefdochter Hortense de Beauharnais, deed daarmee een belofte die in het op 15 april 1821 op Sint-Helena opgestelde testament werd gedaan gestand.
De keizer was door grootscheepse corruptie en zelfverrijking de rijkste man van Frankrijk geworden en de geallieerden hadden zijn vermogen niet in beslag genomen. Een deel van zijn 200 000 000 frank omvattende nalatenschap werd in het testament voor de medaille bestemd.
De onderscheiding dankt aan de kleur van het brons de bijnaam "chocolademedaille". De bronzen medaille is ook opvallend dik. De medaille die met de Franse keizerlijke kroon is verhoogd draagt binnen een lauwerkrans het portret van Napoleon I.
De veteranen werden in de napoleontische legende aangeduid als "grognards", oftewel oude mopperaars. De soldaten mochten min of meer vrij op hun keizer mopperen zolang zij hem volgden. De band tussen Napoleon I en zijn soldaten was zeer sterk.
De beeldhouwer Désiré-Albert Barre kreeg de opdracht om de medaille te ontwerpen. De afbeelding op de voorzijde zou een portret van Napoleon I zijn terwijl op de keerzijde de woorden "Campagnes de 1792 à 1815. À ses compagnons de gloire, sa dernière pensée, 5 mai 1821" moesten staan.
Op de doos waarin de medaille werd gepresenteerd stond in reliëf een napoleontische adelaar met daaronder de woorden "Aux compagnons de gloire de Napoléon 1er- Décret du 12 août 1857.».". Er werd ook een genummerd en op naam gesteld diploma uitgereikt. De kanselier van het Legioen van Eer wees op advies van een commissie de 5000 meest verdienstelijke dragers aan. Zij kregen een pensioen van 400 franc per jaar.
Van de 405.000 medailles zijn 185.160 medailles aan bekende veteranen uitgereikt. De nauwkeurig opgestelde archieven met de namen en gegevens van tienduizenden Fransen, Nederlanders, Belgen, Ieren, Duitsers, Polen en Italianen zijn verloren gegaan. In 1870 staken de communards het Hôtel de Salm, paleis van het Legioen van Eer, in brand zodat we alleen nog over regionale lijsten beschikken.
De jongste bekende drager van de Sint-Helenamedaille was de op 1 maart 1807 in Maastricht geboren Auguste-Joseph Dereume, die op 6 december 1813 door het 20e regiment dragonders werd geadopteerd en als "Fils du régiment" in uniform met deze Franse troepen meetrok. De op 28 mei 1784 in Beek Limburg geboren Henricus Lemmens, maréchal de logis (wachtmeester bij de cavalerie) bij het 20e Regiment Dragonders, heeft op 16 januari 1858 in Maastricht de St-Helena Medaille ontvangen. Ondanks zijn 75-jarige leeftijd heeft hij de medaille in 1858 te paard afgehaald. Andere bekende dragers waren eerste luitenant Nicolaas Schutt, kapitein der rijdende artillerie Hendrik Willem Reintjes van Veerssen en de latere generaals Carel August Gunkel, Petrus Rutgardus Falter en Hendrik Gerard Seelig. Ook vrouwen werden onderscheiden zoals de marketenster Philippine Charlotiaux, veuve Bailly uit Namen die in 1812 met de 22e batterij van de artillerie in Russische gevangenschap geraakte.
Ook Marie Somers uit Kruibeke die in de oorlog in Spanje met het 9e regiment huzaren meetrok, Sophie Timmermans en Anne-Thérèse Burniaux werden onderscheiden. In totaal kregen 14.162 Belgen toestemming van Leopold I om deze medaille aan te nemen en te dragen.
Simon Karel Isidore de Cerf ontving de medaille omdat hij in 1814 in Rijsel onder generaal Maison had gediend.
Een van de laatste overlevende veteranen van de Grande Armee was Françiscus Angelus Thiery, geboren in Turnhout op 25 september 1797, en officier van gezondheid tijdens de Russische veldtocht en gevangene van de Russen. Hij stierf op 29 maart 1891 in Halen in België. De waarschijnlijk allerlaatste overlevende veteraan van de Grande Armee was Geert Adriaans Boomgaard, die ook onderscheiden was met een Sint-Helenamedaille. Boomgaard stierf, 110 jaar oud, in 1899. Hij heeft de medaille "met zekere eerbied" zijn hele leven bewaard.
In Nederland werd de medaille in beperktere mate aangevraagd en gedragen. Veel Nederlandse zagen de Franse tijd als een periode van bezetting en tirannie. Zo staat in de Groninger Courant van 14 oktober 1857: "Voor Frankrijk heeft dat Herinneringsteeken eene nationale waarde, maar "op de borst van een Belg, een Nederlander, van een Duitscher, van een Engelschman, is het eene hemeltergende schandvlek, eene verloochening van den met bloed gekochten roem, een verkwanseling der nationale eer en eigenwaarde. Laat den Franschen de St. Helena-medaille" roept den Grondwet uit. Verlang voor uw borst een Waterloo-medaille". (Die Waterloo-medaille is er later ook gekomen in de vorm van het Zilveren Herdenkingskruis 1813-1815) Echter waren er ook voldoende Nederlandse veteranen bijvoorbeeld uit het Katholieke zuiden waar de Napoleontische tijd meer vrijheid had gebracht, die wel aanspraak wilden maken op deze onderscheiding. De vraag was in elk geval groot genoeg voor de Kanselarij der Nederlandse Orden en Onderscheidingen om er in 1858 een krantenbericht over te plaatsen in de Nederlandse Staatscourant (en vermoedelijk andere kranten in den lande). Hierin werd gemeld dat alle Nederlanders die "begiftigd zijnde met de medaille van St. Helena" voor het dragen toestemming diende te vragen bij de Kanselarij der Nederlandse Orden en Onderscheidingen met "overlegging van het oorspronkelijk diploma" wat bij elke onderscheiding was uitgereikt aan de ontvanger. Dat hier toch ook flink gebruik van is gemaakt bewijst een artikel uit juni 1858 in de Rotterdamsche Courant waarin wordt genoemd dat inmiddels al aan zeker "700 titularissen vergunning is verleend tot het dragen der St. Helena medaille..."
In 1914 waren de laatste dragers al sinds lange tijd dood. Zo kon het lint opnieuw worden gebruikt. Het lint van het Franse Croix de Guerre van 1914 herinnert aan de Sint-Helenamedaille. Het lint van dit Oorlogskruis was het geesteskind van Maurice Barrès. Hij was de kleinzoon van een officier die met Napoleon naar Moskou was getrokken en de kleuren van het lint, groen met vijf smalle rode strepen, herinneren aan de Sint-Helenamedaille van zijn grootvader.

## Protocol
De medaille werd op de linkerborst gedragen. Wanneer men op uniformen geen modelversierselen droeg was een kleine rechthoekige baton in de kleuren van het lint voorgeschreven. De medaille werd ook als miniatuur met een doorsnede van 19 millimeter gedragen op bijvoorbeeld een rokkostuum.